# Gonzalagunia asperula
Gonzalagunia asperula là một loài thực vật có hoa trong họ Thiến thảo. Loài này được (Wernham) Standl. mô tả khoa học đầu tiên năm 1929.